# Eu Sou Assim
Eu Sou Assim é o álbum de estreia da cantora e compositora brasileira Luiza Possi. lançado em 1 de agosto de 2002 pela gravadora Indie Records, nesse período seu pai Líber Gadelha era presidente da gravadora. O álbum teve como sucessos os singles Dias Iguais e Eu Sou Assim. O álbum vendeu mais de 46 mil cópias no Brasil.
| Críticas profissionais | Críticas profissionais |
| Avaliações da crítica  | Avaliações da crítica  |
| Fonte                  | Avaliação              |
| ---------------------- | ---------------------- |
| Clique Music           | [ 5 ]                  |

## Faixas
| N.º | Título                                  | Compositor(es)                                                                | Duração |  |
| 1.  | "Eu Posso Sonhar"                       | Rick Bonadio, Eric Silver                                                     | 4:34    |  |
| 2.  | "Assim é a Vida (This Is Love)"         | Eric Silver / Versão: Rick Bonadio, Ricardo Menezes, Rodrigo Castanho         | 3:45    |  |
| 3.  | "Tanto Faz"                             | Eric Silver, Rick Bonadio, Ricardo Menezes                                    | 3:51    |  |
| 4.  | "Quase um Segundo"                      | Herbert Vianna                                                                | 4:44    |  |
| 5.  | "Dias Iguais (How Do You Feel Tonight)" | Bryan Adams, Phil Thornalley / Versão: Rick Bonadio                           | 4:17    |  |
| 6.  | "Quanta Dor"                            | Alexandre Lalas, Vini Rosa                                                    | 4:06    |  |
| 7.  | "Sem Você"                              | Sérgio Soffiati                                                               | 3:42    |  |
| 8.  | "Os Exilados"                           | Samuel Rosa, Chico Amaral                                                     | 4:06    |  |
| 9.  | "Eu Sou Assim (Don't Trip On Me)"       | Jason Deere, Alexa Falk, Natalee Falk / Versão: Rick Bonadio, Ricardo Menezes | 3:45    |  |
| 10. | "Retratos e Canções"                    | Michael Sullivan , Paulo Massadas                                             | 3:36    |  |
| 11. | "Quero Te Ver"                          | Vinny                                                                         | 4:12    |  |
| 12. | "Intuição"                              | Sérgio Soffiati                                                               | 3:59    |  |
| 13. | "Saudade de Você"                       | Blanch, Alex Vinicius                                                         | 3:47    |  |
| 14. | "Não Vivo um Minuto Sem Você"           | Vinny                                                                         | 3:30    |  |

| Faixa Bônus |                                                        |                                                                               |         |  |
| N.º         | Título                                                 | Compositor(es)                                                                | Duração |  |
| 15.         | "Eu Sou Assim (Don't Trip On Me)" (House Edit)         | Jason Deere, Alexa Falk, Natalee Falk / Versão: Rick Bonadio, Ricardo Menezes | 4:17    |  |
| 16.         | "Dias Iguais (How Do You Feel Tonight)" (Cuca Pop Mix) | Bryan Adams, Phil Thornalley / Versão: Rick Bonadio                           | 4:10    |  |

## Participações em Trilhas Sonoras
- Dias Iguais fez parte da trilha sonora da novela Marisol da SBT.
- Eu Sou Assim fez parte da trilha sonora da novela Mulheres Apaixonadas da Rede Globo.
- Quase Um Segundo fez parte da trilha sonora da novela Jamais Te Esquecerei da SBT.
- Eu Sou Assim fez parte da trilha sonora da novela Amigas e Rivais da SBT.